# Lông ngực

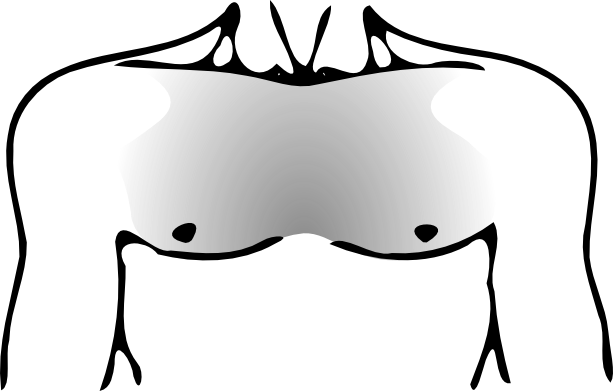
Lông ngực của nam giới.

Lông ngực là phần lông mọc trên ngực của nam giới ở khu vực giữa cổ và bụng. Lông ngực phát triển sau tuổi dậy thì cùng với các loại lông khác trên cơ thể.

## Phát triển
Mặc dù lông đã có từ khi chúng ta sinh ra, lông ngực là phần lông sẽ phát triển dưới tác dụng của nội tiết androgen (chủ yếu là testosterone và các dẫn xuất của nó), do tuổi dậy thì khác nhau nên lông ngực có đặc tính khác nhau. Lông ngực khác với tóc ở chỗ nó là một đặc tính sinh dục thứ phát. Đàn ông có xu hướng thích được lông bao phủ khắp cơ khể, đặc biệt là ở phần ngực, bụng và mặt, như: người Mỹ, người Pháp, v.v...
Sự phát triển của lông ngực bắt đầu trong giai đoạn tuổi dậy thì (thường từ 12 đến 18 tuổi). Nó cũng có thể phát triển ở độ tuổi từ 20 đến 30, vì vậy khi người đàn ông trong độ tuổi 20 chưa phát triển lông ngực đầy đủ thì sẽ tăng trưởng tiếp tục sau đó.

## Đặc điểm
Đặc điểm của lông ngực là phụ thuộc vào yếu tố di truyền, tình trạng nội tiết tố và tuổi tác của người đó là các gen chủ yếu để xác định số lượng, mô hình và độ dày của lông ngực. Do vậy, nên một số người đàn ông rất nhiều lông, trong khi những người khác lại không có. Những nơi mà lông ngực thường phát triển là núm vú, vùng trung tâm, xương đòn và hai bên ngực.

## Mẫu hình

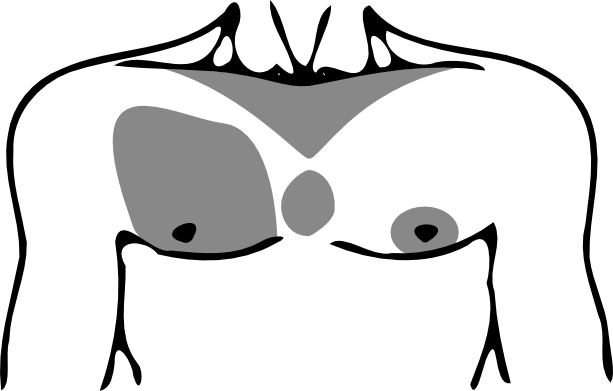
Bốn khu vực trong hệ thống mẫu hình về lông ngực của Setty: dưới xương đòn (trên cùng), trên ngực (bên trái), xương ức (ở giữa) và vùng quanh vú (bên phải).

Đã có nhiều tài liệu nghiên cứu về các mẫu hình lông ngực ở nam giới và tần suất của các mẫu này. Một nghiên cứu trên quy mô lớn ở 1400 người đàn ông có độ tuổi từ 17 đến 71 do L.R. Setty thực hiện vào những năm 1960 đã xác định được 16 mẫu hình của lông ngực. Trong nghiên cứu ngày, bốn phần có lông ngực trưởng thành bao gồm:
| Vùng           | Mô tả                                                  | Tỷ lệ |
| -------------- | ------------------------------------------------------ | ----- |
| Xương ức       | Ở giữa và phần dưới của xương ức                       | 74%   |
| Dưới xương đòn | Khu vực ngay bên dưới phần cuối xương đòn              | 63%   |
| Trên ngực      | Vùng ngực, bao gồm cả khu vực ngay xung quanh quầng vú | 77%   |
| Vú             | Một phần nhỏ bao quanh quầng vú                        | 16%   |

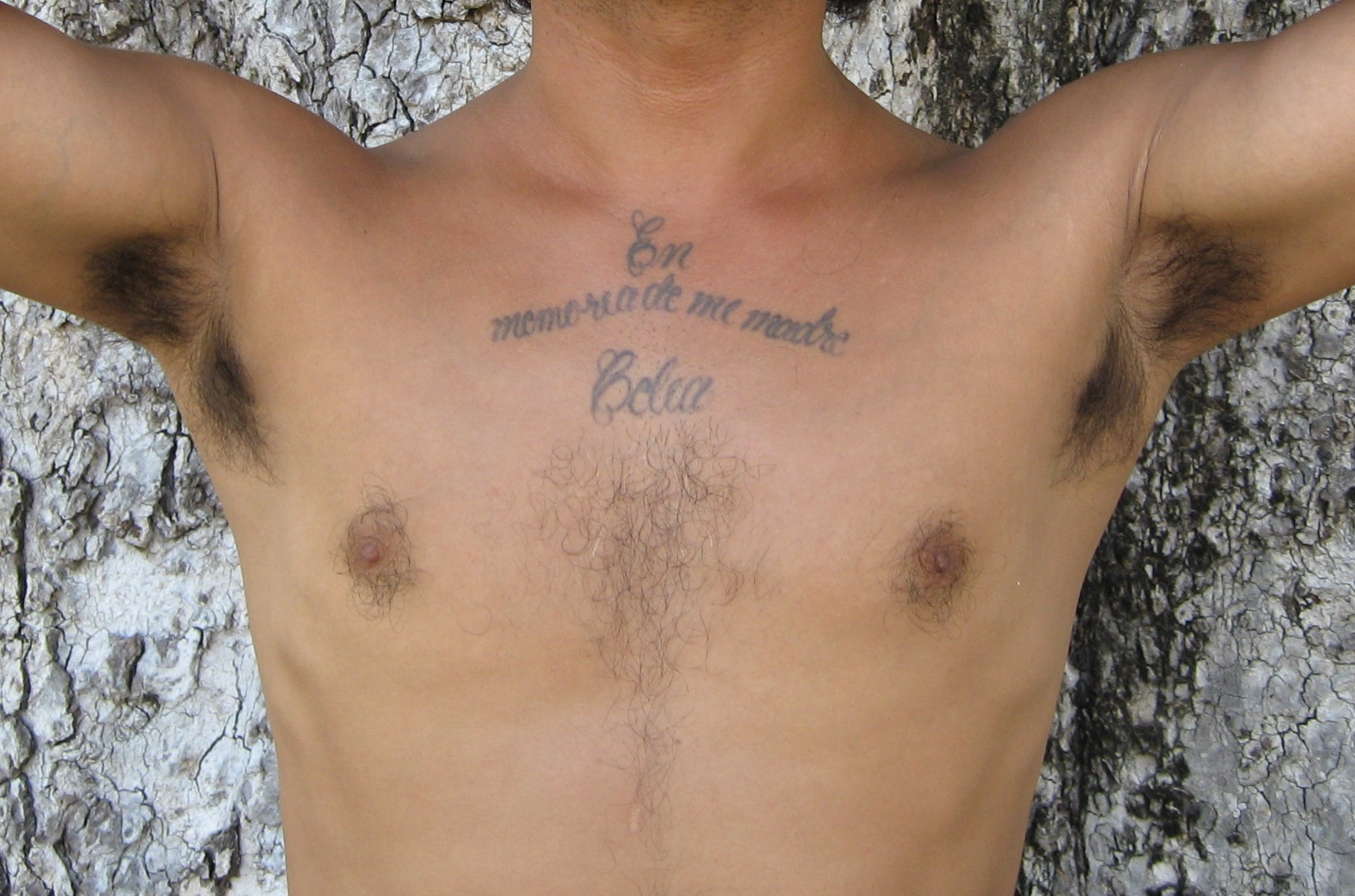
CS – Chủ yếu trên xương ức và chung quanh núm vú.
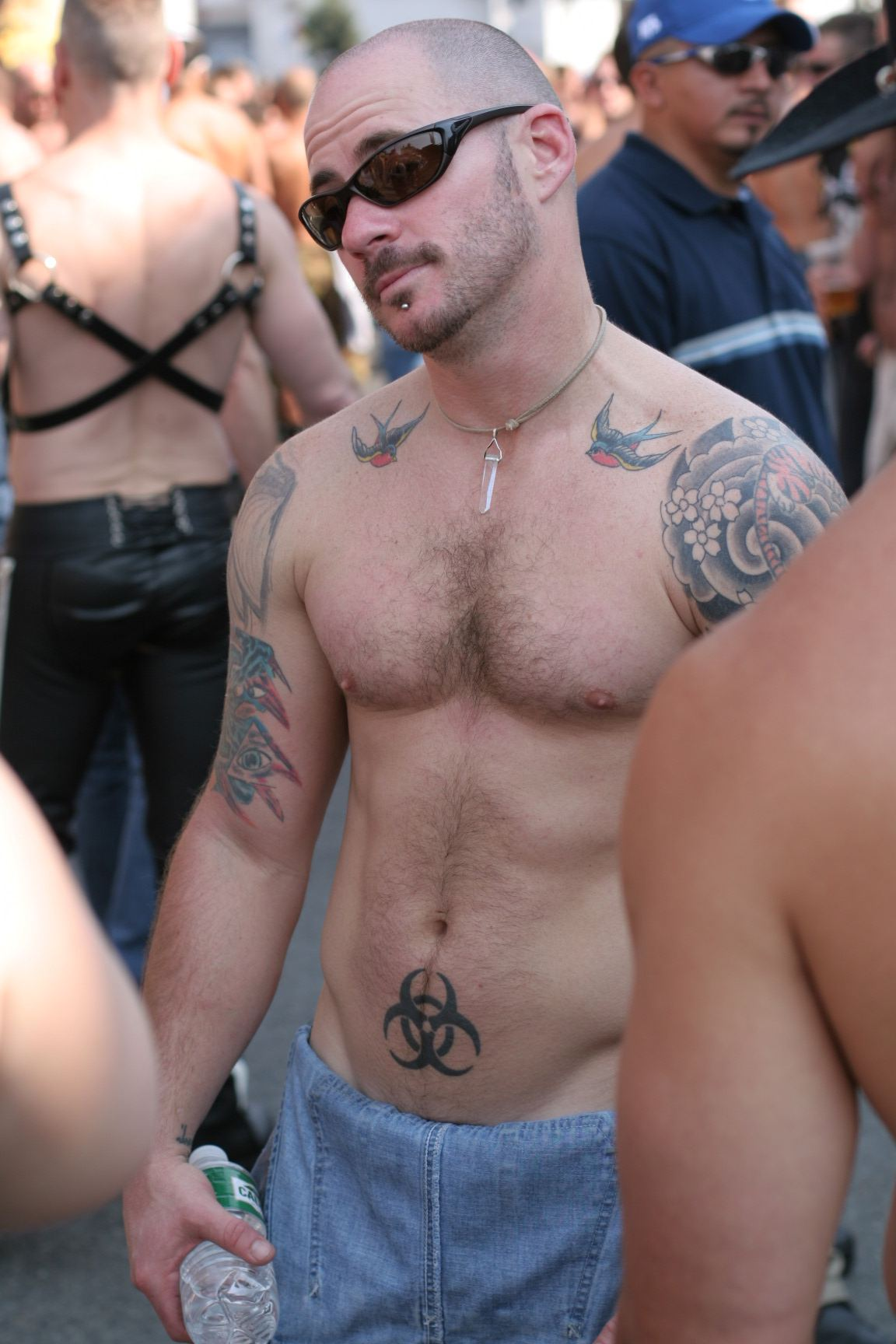
PS – Trên xương ức và ngực
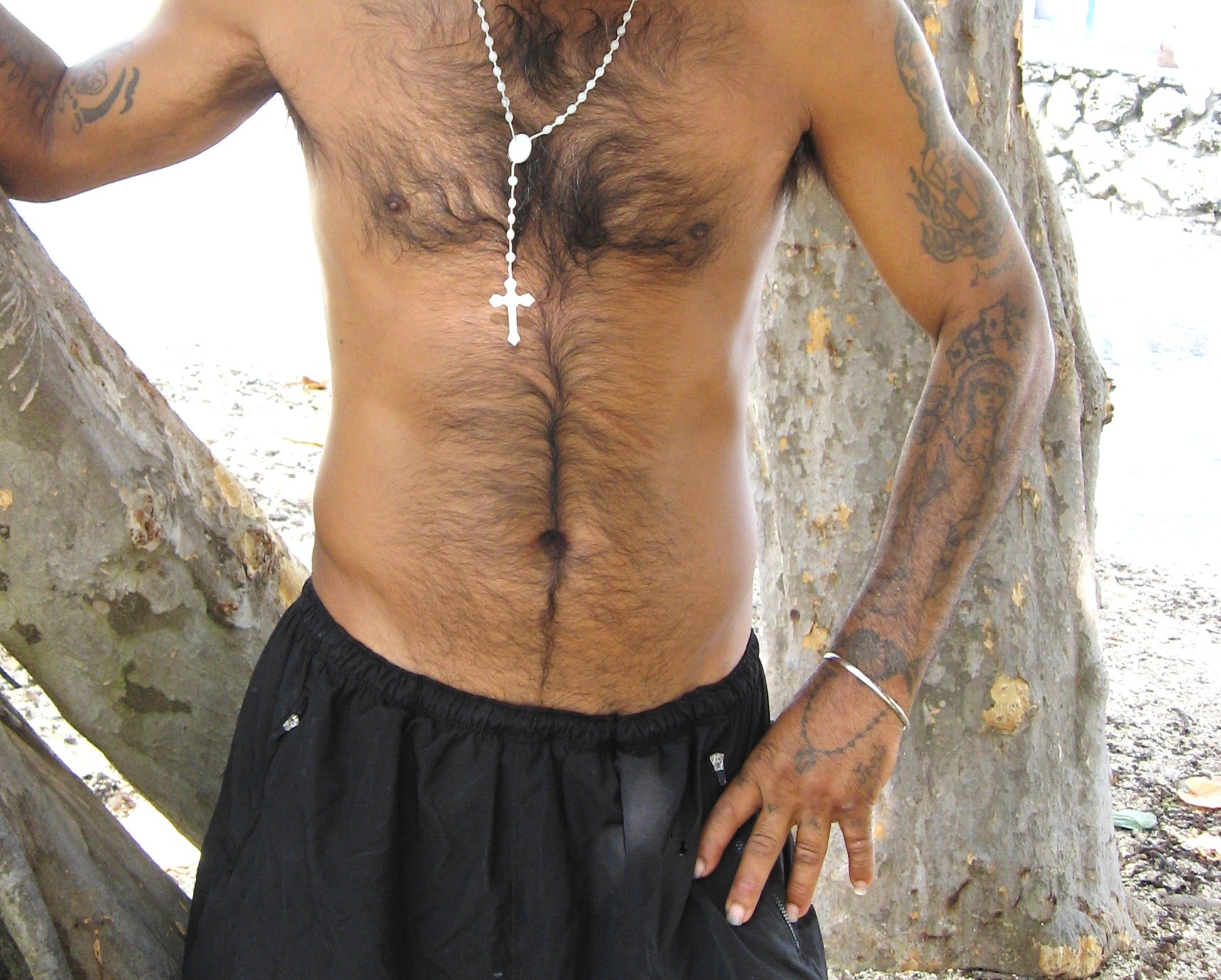
PSI – Trên xương ức, ngực và xương đòn